# Zenon Keffermüller
Zenon Kazimierz Keffermüller (ur. 1 marca 1884 w Rzęsnie Ruskiej, zm. 1940 w ZSRR) – polski nauczyciel, podpułkownik artylerii Wojska Polskiego, ofiara zbrodni katyńskiej.

## Życiorys
Urodził się 1 marca 1884 w Rzęsnie Ruskiej. Był synem Józefa (ur. w 1859 w Żółkwi) i Walerii z domu Krajewskiej. Był wyznania rzymskokatolickiego. W latach 1895–1897 uczęszczał do C. K. Gimnazjum im. Franciszka Józefa we Lwowie, gdzie w 1895 ukończył I klasę. Później kształcił się w C. K. Gimnazjum w Buczaczu, gdzie w 1902 zdał egzamin dojrzałości.
Został nauczycielem o głównej specjalności z historii i geografii. Rozporządzeniem C. K. Rady Szkolnej Krajowej z 7 lutego 1909 został mianowany zastępcą nauczyciela w C. K. Gimnazjum w Dębicy. Tam rozpoczął swoją prac w zawodzie 13 lutego 1909. Uczył języka niemieckiego, języka polskiego, historii powszechnej, geografii, historii kraju rodzinnego. Rozporządzeniem C. K. Rady Szkolnej Krajowej z 2 września 1911 z Dębicy do C. K. Gimnazjum w Brzeżanach. Tam uczył historii i geografii. 6 września 1912 został przeniesiony z Brzeżan do macierzystego C. K. Gimnazjum w Buczaczu. Uczył tam języka polskiego, języka niemieckiego, historii, geografii.
W rezerwie artylerii fortecznej C. K. Armii został mianowany kadetem z dniem 1 stycznia 1910, potem chorążym z dniem 1 stycznia 1910 oraz podporucznikiem z dniem 1 stycznia 1913. Był przydzielony do 4 czeskiego batalionu artylerii fortecznej w Riva. Podczas I wojny światowej został awansowany na porucznika w rezerwie artylerii fortecznej z dniem 1 września 1915. Do 1918 był przydzielony do macierzystej jednostki, przemianowanej na batalion artylerii fortecznej nr 4
Po odzyskaniu przez Polskę niepodległości został przyjęty do Wojska Polskiego. Po tym jak został aktywowany jako nauczyciel w szkole kadeckiej w Modlinie w Modlinie przestał podlegać Ministerstwu Wyznań Religijnych i Oświecenia Publicznego od 1 stycznia 1920. 15 lipca 1920 został zatwierdzony z dniem 1 kwietnia 1920 w stopniu majora, w artylerii, w grupie oficerów byłej armii austro-węgierskiej. Pełnił wówczas służbę w Oddziale III Sztabu Ministerstwa Spraw Wojskowych w Warszawie. 3 maja 1922 został zweryfikowany w stopniu majora ze starszeństwem z dniem 1 czerwca 1919 i 27. lokatą w korpusie oficerów artylerii. Od czerwca do sierpnia 1922 pełnił obowiązki komendanta korpusu. Po zakończeniu roku szkolnego 1922/23 ustąpił ze stanowiska inspektora musztry, pozostając nadal nauczycielem historii. W 1923 był dowódcą oddziału szkolnego, a w następnym roku oficerem oświatowym. Pełniąc służbę w KK-2 pozostawał oficerem nadetatowym 2 pułku artylerii ciężkiej w Chełmie. 1 grudnia 1924 został awansowany do stopnia podpułkownika ze starszeństwem z dniem 15 sierpnia 1924 i 5. lokatą w korpusie oficerów artylerii. 14 lutego 1929 został zwolniony z zajmowanego stanowiska i pozostawiony bez przynależności służbowej z równoczesnym oddaniem do dyspozycji dowódcy Okręgu Korpusu Nr VIII. Z dniem 31 sierpnia 1929 został przeniesiony w stan spoczynku. Na emeryturze mieszkał w rodzinnej miejscowości Rzęśnia Ruska. W 1934 jako podpułkownik w stanie spoczynku był przydzielony do Oficerskiej Kadry Okręgowej nr VII jako oficer przewidziany do użycia w czasie wojny i pozostawał wówczas w ewidencji Powiatowej Komendy Uzupełnień Poznań Miasto.
Po wybuchu II wojny światowej, kampanii wrześniowej 1939 i agresji ZSRR na Polskę z 17 września 1939 został aresztowany przez sowietów. Na wiosnę 1940 został zamordowany przez NKWD. Jego nazwisko znalazło się na tzw. Ukraińskiej Liście Katyńskiej opublikowanej w 1994 (został wymieniony na liście wywózkowej 55/5-12 oznaczony numerem 1291 i dosłownie określony jako Kefermiular). Ofiary tej części zbrodni katyńskiej zostały pochowane na otwartym w 2012 Polskim Cmentarzu Wojennym w Kijowie-Bykowni.

## Odznaczenia
- Krzyż Zasługi[44]
- Brązowy Medal Zasługi Wojskowej na wstążce Krzyża Zasługi Wojskowej (Austro-Węgry, przed 1917)[29]